# Скуби-Ду и проклятье тринадцатого призрака
«Скуби-Ду и проклятье тринадцатого призрака» (англ. Scooby-Doo! and the Curse of the 13th Ghost) — американский анимационный фильм студии Warner Bros. Animation из франшизы «Скуби-Ду». Мультфильм является сиквелом мультсериала 1985 года 13 призраков Скуби-Ду, призванный завершить сюжетную линию шоу. Трейлер мультфильма вышел 26 ноября 2018 года. Премьера мультфильма состоялась 5 февраля 2019 года.

## Сюжет
После того, как банда Скуби-Ду не смогла разгадать тайну и поймала невинного человека, все подростки вынуждены досрочно бросить разгадывание тайн, но продолжалось это недолго. Однажды Винсент Ван Гоблин звонит им через кристальный шар и просит помощи. Винсент возвращает ребят в дело, чтобы закончить незаконченное дело. Они должны поймать ещё одного демона из Сундука демонов. Когда Велма и Фрэд отдыхали на летних каникулах, Дафни, Шэгги и Скуби-Ду, тогда ещё с Флим-Флемом и Скрэппи-Ду гонялись за настоящими привидениями.
Это случилось летом, когда ребята решили поехать в Гонолулу, но по ошибке приехали в Гималаи. Выясняется, что Дафни и мальчики поймали только двенадцать демонов, а последней — тринадцатый и самый злой демон ещё на свободе.

## Роли озвучивали
| Актёр          | Персонаж                                 |
| -------------- | ---------------------------------------- |
| Фрэнк Уэлкер   | Скуби-Ду / Фред Джонс                    |
| Мэттью Лиллард | Шэгги Роджерс                            |
| Эрин Грэй      | Дафни Блейк                              |
| Кейт Микуччи   | Велма Динкли                             |
| Морис Ламарш   | Винсент Ван Гоблин / Венс Линклейтер     |
| Ношир Далаль   | Флим-Флем / Бенни                        |
| Нолан Норт     | Асмодей / Мортифер Квинч / Фермер Морган |
| Дэвид Херман   | Шериф                                    |